# Metallea minuta
Metallea minuta är en tvåvingeart som beskrevs av Seguy 1946. Metallea minuta ingår i släktet Metallea och familjen Rhiniidae.
Artens utbredningsområde är Laos. Inga underarter finns listade i Catalogue of Life.